# باغ بیگم
باغ بیگم (به ترکی آذربایجانی: بیگم باغی)، یکی از باغ‌های شهر تبریز در محلهٔ سرخاب در زمان گذشته بود که مقبرةالشعرا در آن واقع شده بود.
حافظ حسین کربلایی تبریزی در شرح مرقد خاقانی از باغی به نام «باغ بیگم» نام برده و می‌نویسد:
«... مرقد ملک‌الشعراء فضل‌الدین ابراهیم بن نجیب‌الدین علی شیروانی، المشتهر به خاقانی، نزدیک به مزار حضرت باباحسن است. از راهی که با باغ بیگم می‌روند. به جانب دست چپ مدفون است. خواجه ظهیر و شاهفور (شاهپور) نیشابوری هر دو آنجا مدفونند. آن محل را مقبرةالشعرا می‌گفته‌اند، جای مشخص و معین بوده و حالا مندرس و منظوری است. نه اثر از آنجا ماند و نه آثار.»
وی همچنین می‌نویسد: «مرقد حضرت پیر رازیار در جنب باغ بیگم است که از مزارات مشهور سرخاب می‌باشد.»
ملا حشری نیز در مزارات تبریز می‌نویسد: «مزار پیر قندیل در ابتدای سرخاب در جوار مقبرةالشعراء واقع شده است و چنین گویند که وی چراغچی باباحسن بوده و چون خدمت قنادیل به وی مرجوع بوده، بدان سبب پیر قندیلی می‌گویند و حکیم اسدی طوسی صاحب گرشاسب‌نامه در زیر پای وی آسوده است.»